# 飛雅特Talento
飛雅特Talento是意大利汽車公司菲亚特的一款轻型商用车，此车型1981年第一次售卖。此车型共有两代。

## 第一代（1981-1993）
短轴距版的飛雅特Ducato。

## 第二代（2016-至今）

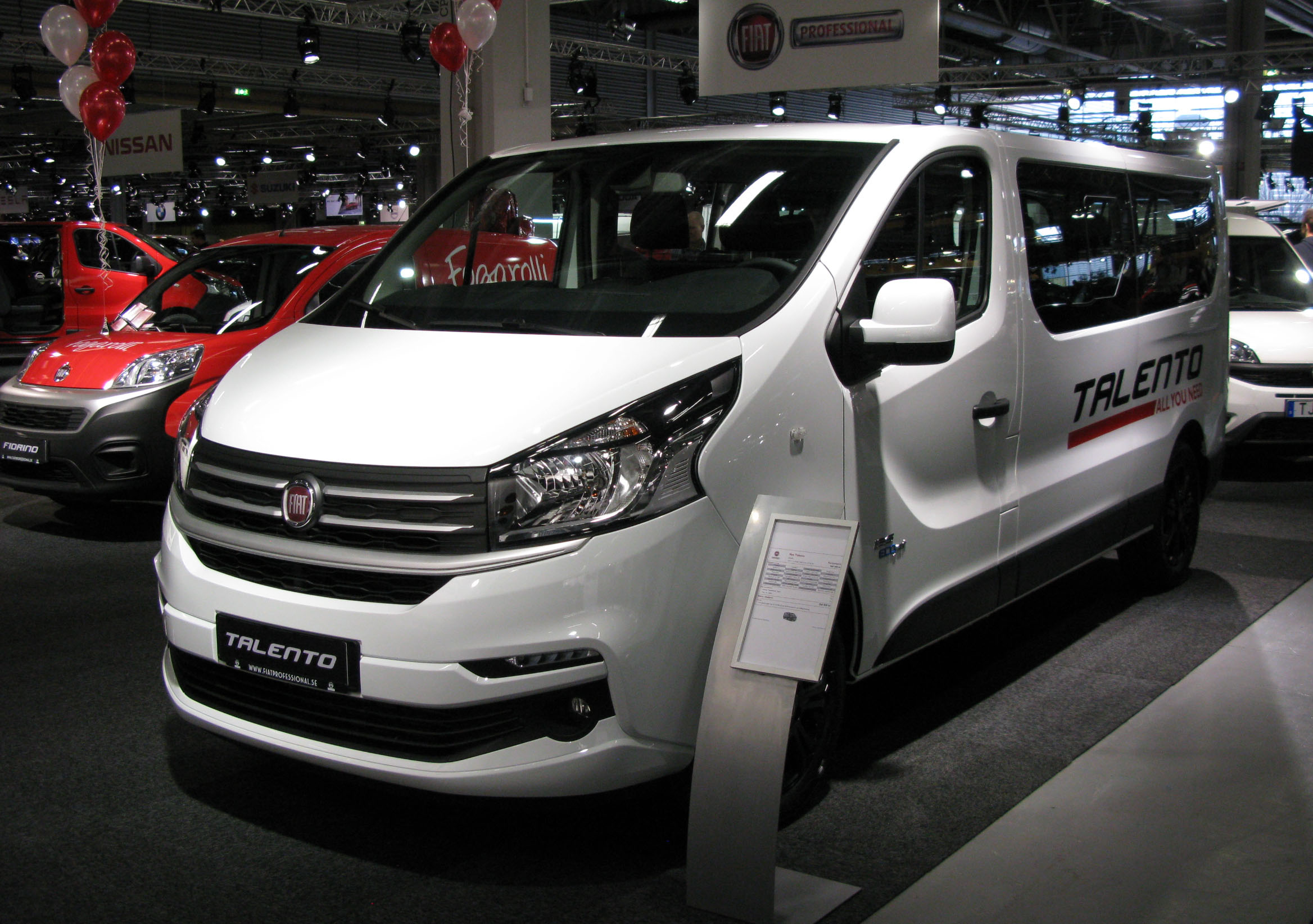
第二代菲亞特 Talento

雷諾Trafic的变种。